# Javoří Pila
Javoří Pila (deutsch Ahornsäge) ist eine Wüstung im Böhmerwald in Tschechien. Sie liegt dreieinhalb Kilometer westlich von Modrava und drei Kilometer östlich der Grenze zu Bayern. Javoří Pila bildet eine Grundsiedlungseinheit und einen Katastralbezirk der Gemeinde Modrava im Okres Klatovy.

## Geographie
Javoří Pila befindet sich am südlichen Fuße des Oblík (Steiningberg, 1225 m) unterhalb der Einmündung des Baches Tmavý potok (Mohrbach) in den Javořní potok (Ahornbach) am Moorgebiet Šárecká slať (Schaarfilze). Südöstlich erhebt sich die Modravská hora (Plohausen, 1156 m), im Südwesten der Smrkový vrch (Schönfichten, 1112 m) sowie nordwestlich der Poledník (1315 m).

## Geschichte
Archäologische Funde belegen eine Besiedlung des Tales des Javořní potok durch Alt- und Mittelsteinzeitliche Jäger und Sammler.
Nachdem Joseph II. von Schwarzenberg 1799 die Herrschaft Stubenbach von Joseph Graf Kinsky erworben hatte, begann eine intensive Verwertung des Holzreichtums auf dem Böhmerwaldkamm. Eine der in dieser Zeit errichteten Sägemühlen war die am Ahornbach gelegene Ahornsäge, daneben entstand das Hegerhaus Fallbaumhüter.
Nach der Einstellung des Sägemühlenbetriebes diente die am Weg von Mader nach Stubenbach gelegene Ahornsäge als Gasthaus "Zum Auerhahn" (U tetřeva) mit Übernachtungsmöglichkeiten. Im Jahre 1921 verfügte das Gasthaus "Zum Auerhahn" über zwei Touristenzimmer mit sechs Betten und ein Nachtlager mit zehn Schlafplätzen.
Nach der Errichtung des Truppenübungsplatzes Dobrá Voda im Jahre 1948 befand sich das Gasthaus U tetřeva im Sperrgebiet am Rande des Truppenübungsplatzes. 1950 wurden das Gasthaus und das Hegerhaus abgerissen. 
In den 1950er Jahren entstand anderthalb Kilometer westlich von Javoří Pila am Weg zum Poledník eine Kaserne für die 6. Rotte der 7. Brigade des Pohraniční stráž. Seit der Aufhebung des Truppenübungsplatzes im Jahre 1991 ist die Wüstung Javoří Pila wieder zugänglich; an der Kreuzung zweier Wanderwege sind lediglich noch Reste der Grundmauern der früheren Gebäude von Javoří Pila erkennbar. Die ehemalige Kaserne wurde zwischen 1999 und 2000 mit Ausnahme eines Nebengebäudes abgebrochen.
Während der Monate Juli bis September ist auch der Grenzwanderweg über den Poledník zur Frantův most am Gsenget begehbar, der durch das Auerhuhn-Schutzgebiet des Nationalparks Šumava führt.

## Ortsgliederung
Javoří Pila bildet einen Katastralbezirk und eine Grundsiedlungseinheit der Gemeinde Modrava. Der Katastralbezirk erstreckt sich zwischen dem Roklanský potok und der Grenze zu Deutschland. Auf der Gemarkung Javoří Pila liegen die Wüstungen Javoří Pila (Ahornsäge), Rechenberghütten, Rybárna (Fischerhütten),  die Medvědí hora (Bärensteindl, 1224 m), der Medvěd (Gayruck, 1137 m) und der Smrkový vrch (Schönfichten, 1112 m), der  Židovský les  (Judenwald) sowie die   Hochmoore  Roklanská slať (Gayruckfilze), Rokytská slať (Weitfällerfilz), Javoří slať (Schönfichtenfilz) und Rybárenská slať (Fischerhüttenfilz) in den Maderer Filzen.